# República del Congo en los Juegos Olímpicos de París 2024
La República del Congo estuvo representada en los Juegos Olímpicos de París 2024 por cuatro deportistas, dos hombres y dos mujeres, que compitieron en tres deportes.
Los portadores de la bandera en la ceremonia de apertura fueron el nadador Freddy Mayala y la atleta Natacha Ngoye Akamabi. El equipo olímpico congoleño no obtuvo ninguna medalla en estos Juegos.